# Becerril (Cesar)
Becerril ist eine Gemeinde im Departamento del Cesar in der Región Caribe in Kolumbien.

## Lage
Die Gemeinde liegt im Nordosten von Cesar, etwa 100 Kilometer von Valledupar entfernt.
Sie grenzt an die Gemeinden Agustín Codazzi, La Jagua de Ibirico und an die Grenze zu Venezuela durch die Serranía del Perijá.

## Geschichte
Die Gründung geht auf das Jahr 1594 zurück, als der Spanier Bartolomé de Aníbal Paleólogo Becerra die Stadt am 4. März gründete. 1977 wurde sie als Gemeinde anerkannt.

## Töchter und Söhne der Gemeinde
Die Gemeinde ist bekannt als Geburtsort von Rafael Orozco Maestre (1954–1992), ein kolumbianischer Sänger und einer der Hauptvertreter der populären Vallenato-Musik.

## Wirtschaft
Da Gegend ist ländlich geprägt, besonders wichtig ist der Bergbau und die Gewinnung von Steinen und Erden, gefolgt von Landwirtschaft, Viehzucht, Jagd, Forstwirtschaft und Fischerei.